# Cedartown
Cedartown är en stad (city) i Polk County, i delstaten Georgia, USA. Enligt United States Census Bureau har staden en folkmängd på 9 593 invånare (2011) och en landarea på 22,5 km². Cedartown är huvudort i Polk County.

## Kända personer från Cedartown
- William J. Harris, politiker